# Evans Mills
Evans Mills är ett municipalsamhälle (village) i Jefferson County i delstaten New York. Vid 2010 års folkräkning hade Evans Mills 621 invånare.